# Taller Aumen
El Taller Literario Aumen —en veliche: el eco de la montaña— es una escuela de poesía contemporánea fundada en la ciudad de Castro, Chile, en abril de 1975 por los poetas Carlos Trujillo y Renato Cárdenas, y que, en su primera época, funcionó hasta 1989.Desde 2020 ha retomado algunas de sus actividades y actualmente está preparando la celebración de sus 50 años, que se cumplirán la primera semana de 2025.
Es considerado por diversos investigadores uno de los primeros grupos literarios creados con posterioridad al Golpe de Estado de 1973 en Chile , siendo referido como «el movimiento cultural más importante que haya existido en la isla de Chiloé» y como uno de los tres proyectos de escritura etnocultural presentes en la poesía chilena.
Aumen fue uno de los principales centros para el desarrollo de nuevas promociones poéticas del país. Aquí se iniciaron o formaron autores tales como Sonia Caicheo, Olga Cárdenas, Víctor Hugo Cárdenas, Aristóteles España,   Mario García, Óscar Galindo, Sergio Mansilla, Ramón Mansilla, Luis Mancilla, Jaime Márquez, Claudia Navarro, José Teiguel, Miriam Torres Millán, Nelson Torres, Jorge Velásquez y Héctor Véliz Pérez-Millán, entre otros, además de la cercanía de otros poetas de Chiloé, como Mario Contreras y Rosabetty Muñoz.
Además de las actividades asociadas a formación, el Taller Aumen promovió y organizó dos grandes encuentros de escritores en los años de la dictadura. El Primer Encuentro de Escritores en Chiloé (agosto de 1978), que fue el primer gran encuentro nacional de escritores durante la dictadura, y el Segundo Encuentro de Escritores en Chiloé, que tuvo actividades en Castro, Achao y Quellón (agosto de 1988), que contó con el apoyo de la Comisión Chilena de Derechos Humanos, Filial Castro. Aumen también apoyó la formación del Grupo literario Chaicura en la vecina ciudad de Ancud, implementó una editorial propia, y editó una revista homónima con dedicación exclusiva a poesía actual, que se constituyó junto a La castaña, El 100piés, La gota pura, Archipiélago, Envés y Posdata, en una de las pocas publicaciones de poesía que se realizaban en Chile durante la década de 1970.
En la década de 1980, Aumen fue el verdadero motor de la actividad literaria y artística en Chiloé, por lo tanto era común recibir visitas de los autores y estudiosos más importantes de esos años para participar en recitales organizados por Aumen y también en las reuniones formativas del taller, en las cuales jóvenes y adultos tuvieron la oportunidad de compartir y de escuchar consejos y sugerencias sobre sus trabajos de voces tan autorizadas como las de Isidora Aguirre, Soledad Bianchi, Iván Carrasco, Martín Cerda, Juan Cameron, Francisco Coloane, José Donoso, Nicanor Parra, Floridor Pérez, Jaime Quezada, Gonzalo Rojas y Armando Uribe, entre muchos otros.
Una muestra de la trascendencia que tuvo el trabajo de Aumen en Castro, Chiloé y todo el sur de Chile es que cuando se aproximaba la celebración de los 10 años del taller, la municipalidad castreña y otras de la provincia y la región hicieron todos los esfuerzos posibles dicha celebración. Con tal propósito casi todos los poetas de Aumen que trabajaban en colegios de la Décima Región fueron exonerados. Es decir, quedaron sin trabajo. Pese a ese infortunio, la celebración se adelantó para febrero, aprovechando la cantidad de turistas que llegan a la isla grande y allí la dictadura local puso la guinda de la torta al detener al novelista José Donoso, su esposa, Pilar Serrano y casi treinta personas más, entre ellas, tres poetas de Aumen. Este hecho no hizo más que aumentar el interés por las actividades de dicha celebración. 
Próximo ya a cumplirse 50 años de su fundación, Aumen se encuentra en pleno periodo de trabajo con el objeto de reencantar a jóvenes y adultos con la literatura y, en particular, con la creación poética. Ahora mismo (julio de 2024) prepara una nueva edición de la Revista AUMEN, con la gráfica de Edward Rojas Vega, igual que en las décadas de 1970 y 1980.